# ماکسیم گورکی
آلکسی ماکسیموویچ پشکُف (به روسی: Алексе́й Макси́мович Пешко́в) (۲۸ مارس ۱۸۶۸ – ۱۸ ژوئن ۱۹۳۶) که با نام ماکسیم گورکی شناخته می‌شود، نویسنده و فعال سیاسی اهل روسیه بود. او پنج بار نامزد دریافت جایزهٔ نوبل ادبیات شد. او از بنیان‌گذاران سبک ادبی واقع‌گرایی سوسیالیستی است.
ماکسیم پیش از موفقیت در حرفهٔ نویسندگی به مدت پانزده سال به اقصی نقاط امپراتوری روسیه مسافرت و چندین بار شغل عوض کرد. اثرات این تجربیات بعدها در نوشته‌های او مشهود بودند. معروف‌ترین آثار گورکی عبارت‌اند از: در اعماق، مادر، بیست وشش مرد و یک دختر، آوای مرغ طوفان و دوران کودکی. او با دو نویسندهٔ معروف روسی لئو تولستوی و آنتون چخوف در ارتباط بود و در خاطراتش به آن‌ها اشاره کرده‌است.
گورکی عضو فعال جنبش سوسیال‌دموکرات مارکسیستی بود و علناً با حکومت تزار مخالفت می‌کرد. برای مدتی نیز با ولادیمیر لنین و الکساندر بوگدانف از شاخهٔ بلشویکی حزب همراه بود ولی بعدها به منتقد تند لنین تبدیل شد و او را شخصی توصیف نمود، بیش از حد جاه‌طلب، بی‌رحم و تشنهٔ قدرت که هیچ مخالفتی را برنمی‌تابید. گورکی بخش عمده‌ای از عمرش را هم در دوران تزاری و هم بعدها در دوران شوروی، در تبعید خارج از روسیه گذراند. در ۱۹۳۲ او با دعوت شخص استالین به اتحاد جماهیر شوروی بازگشت و در ژوئن ۱۹۳۶ در آنجا درگذشت.

## زندگی

### کودکی و جوانی
گورکی که با نام آلکسیس ماکسیموویچ پشکاو در ۲۸ مارس ۱۸۶۸ در شهر نیژنی نووگورود (شهر گورکی کنونی) به دنیا آمد در یازده سالگی یتیم شد. مادربزرگش نگهداری او را عهده‌دار شد تا این‌که در سال ۱۸۸۰ در سن ۱۲ سالگی از خانه گریخت. پس از اقدام ناموفق به خودکشی در ۱۸۸۷، به مدت پنج سال با پای پیاده به سفر در اطراف و اکناف امپراتوری روسیه پرداخت، شغل‌های متنوعی را امتحان کرد و تجارب بسیاری اندوخت که بعدها دستمایهٔ وی در نویسندگی شدند.
سال‌ها به عنوان روزنامه‌نگار و با نام مستعار یهودیل کلامیدا برای روزنامه‌های ایالتی مطلب می‌نوشت. استفاده از این نام، مقارن بود با زمانی که در تفلیس برای روزنامهٔ قفقاز کار می‌کرد. این نام در حقیقت منعکس‌کنندهٔ خشم خروشان و عزم او برای واگویی حقایق تلخ زندگی در روسیه بود.
نخستین کتاب گورکی (مقالات و داستان‌ها) در سال ۱۸۹۸ با موجی از موفقیت روبه‌رو شد و حرفهٔ او به عنوان نویسنده نیز از همین نقطه شروع شد. گورکی که بی‌وقفه می‌نوشت به ادبیات بیشتر به عنوان کنشی سیاسی و اخلاقی نگاه می‌کرد که جهان را می‌تواند تغییر دهد و نه به مثابهٔ امری زیبایی‌شناختی (گرچه وی به سختی بر روی سبک و فرم نیز کار می‌کرد). او به توصیف زندگی قشرهای پایین‌دست، که در حاشیهٔ جامعه زندگی می‌کردند می‌پرداخت و می‌کوشید در لابه‌لای شرایط دشوار، وحشیانه و تحقیرآمیزِ زندگی، درخشش جرقه‌های انسانیت در این مردمان را تصویر کند.

### پیشرفت ادبی و سیاسی
آوازهٔ گورکی به عنوان یگانه صدای ادبی فرودست‌ترین قشر جامعه و به عنوان مدافع پرشور دگرگونی اجتماعی، سیاسی و فرهنگی روسیه فراگیر شد.
در سال ۱۸۹۹ او آشکارا با جنبش نوپای سوسیال دموکرات مارکسیستی همکاری می‌کرد. این ارتباط او را به چهرهٔ شناخته‌شده‌ای هم در میان قشر روشنفکر و هم در میان طبقهٔ کارگر تبدیل کرد.

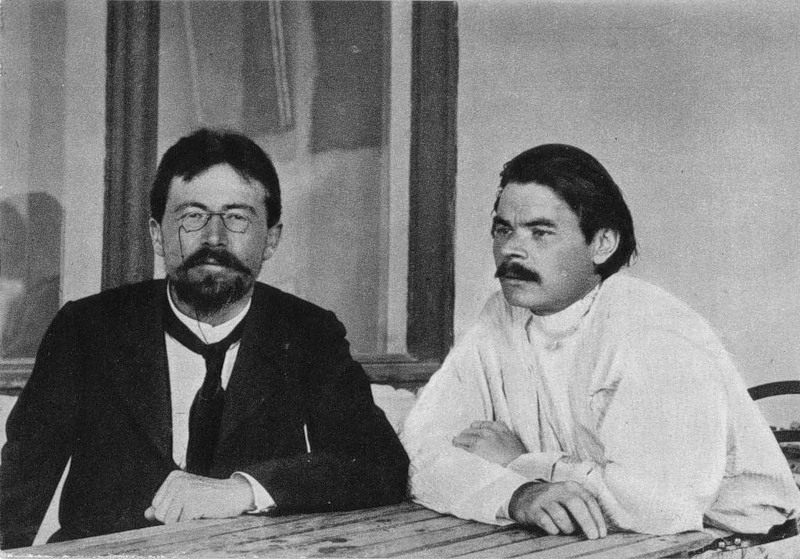
با آنتون چخوف ۱۹۰۰

ایمان به ارزش ذاتی نوع بشر جوهرهٔ آثار گورکی را تشکیل می‌داد. آثار او تصویری است مرکب از افرادی که از کرامت ذاتی خود آگاهند و سرشارند از انرژی و میل به تغییر، و همچنین کسانی که در برابر شرایط تحقیرآمیز به زانو درآمده‌اند.
دست‌نوشته و نامه‌های او هر دو نمایانگر مردی ناآرام هستند که در تلاش است تا بر تقابل مدام ایمان و تردید، عشق به زندگی و بیزاری از فلاکت و فرومایگی دنیای انسانی، غلبه کند.

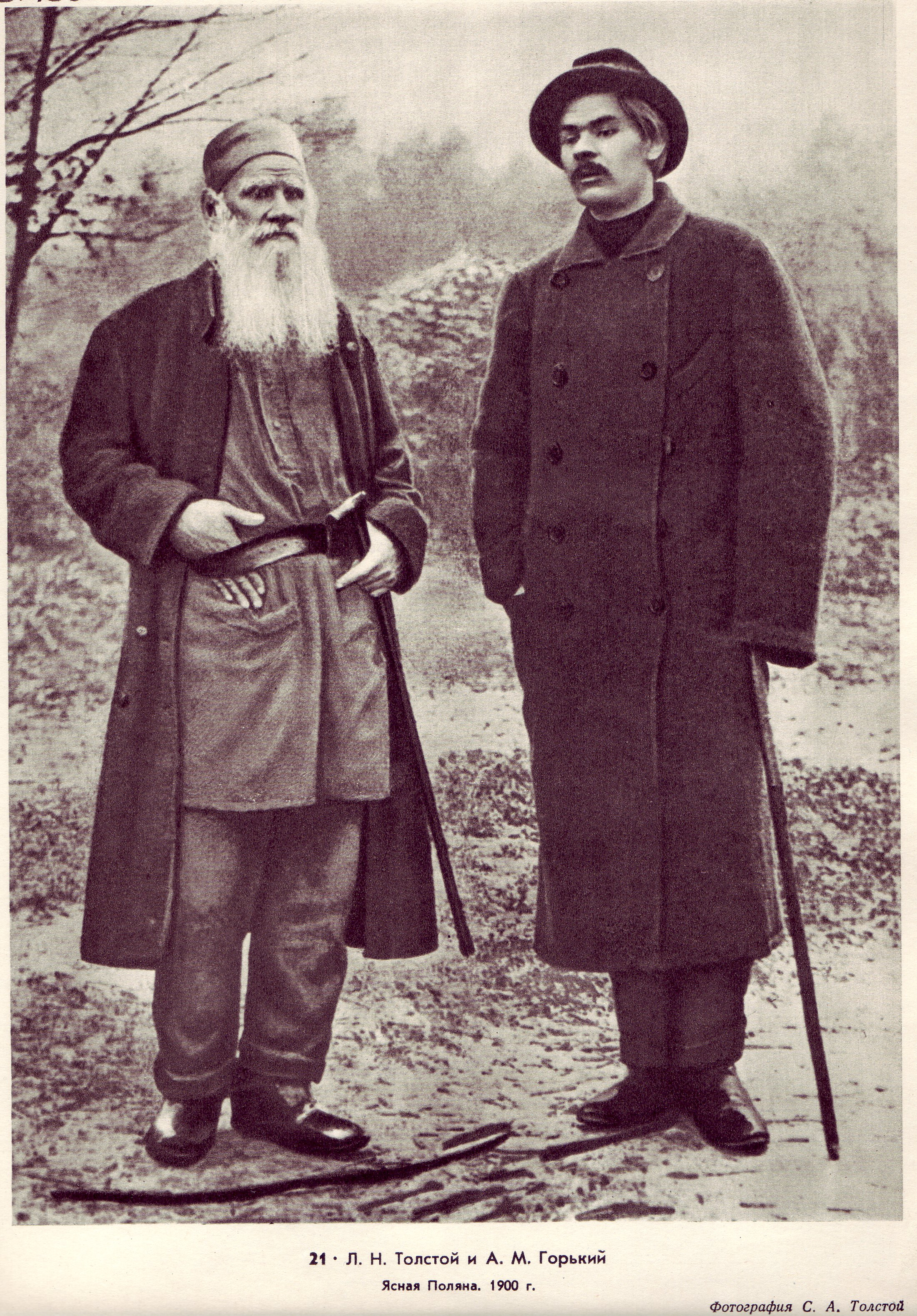
همراه با لئو تولستوی ۱۹۰۰

در ۱۹۱۶ گورکی گفت تعالیم حکیم کهن یهودی هیلل به‌شدت زندگی او را تحت تأثیر قرار داده‌است. "در جوانی کلمات هیلل را خواندم و حکمت هیلل به عنوان ابزاری قوی در مسیری که پیمودم به من کمک کرد، مسیری که نه هموار بود و نه آسان. معتقدم حکمت یهود، انسانی‌تر و جهان‌شمول‌تر از سایر حکمت‌هاست؛ و این نه فقط به خاطر کهولت آن، بلکه به خاطر بهای بالاییست که برای انسان قائل است".
او علناً با حکومت تزار مخالفت می‌کرد و بارها دستگیر شد. او با بسیاری از انقلابیون رفاقت داشت و بعد از ملاقاتش با ولادیمیر لنین در ۱۹۰۲ از دوستان وی به‌شمار می‌رفت. در ۱۹۰۲ گورکی به عنوان عضو افتخاری فرهنگستان ادبیات انتخاب شد، ولی نیکلاس تزار دوم این حکم را لغو کرد. در اعتراض به این عمل آنتون چخوف و ولادیمیر کورلنکو فرهنگستان را ترک نمودند.
از ۱۹۰۰ تا ۱۹۰۵ نوشته‌های گورکی بسیار خوشبینانه‌تر شدند. ارتباطش با جنبش مقاومت افزایش یافت و به همین دلیل در ۱۹۰۱ دوباره برای مدت کوتاهی به زندان افتاد. در ۱۹۰۴ به دنبال اختلاف نظر با ولادیمیر نمیروویج دانچنکو ارتباطش با تئاتر هنری مسکو را قطع نمود و به نیژنی نووگورود بازگشت تا تئاتری از برای خود تأسیس کند.
کنستانتین سرگئی استانیسلاوسکی و ساوا موازف از او حمایت مالی کردند. استانیسلاوسکی باور داشت تئاتر گورکی فرصتی فراهم می‌آورد برای توسعهٔ شبکهٔ تئاترهای شهرستانی که او امید داشت منجر به دگرگونی هنر نمایش در روسیه شود، رؤیابی که او از ۱۸۹۰ در سر می‌پروراند.
او تعدای از شاگردان مدرسهٔ تئاتر هنری و به‌همراه آنان یوزف تیخومیروف که ادارهٔ مدرسه را بر عهده داشت، برای کمک به گورکی فرستاد. اما در پاییز پس از آن‌که سانسور اجرای هرگونه نمایشی در تئاتر را ممنوع کرد، گورکی پروژه را ناتمام رها کرد. به عنوان نویسنده و نمایشنامه‌نویسی که از درآمد مالی خوبی برخوردار بود، گورکی از حزب سوسیال دموکرات کارگری روسیه حمایت مالی می‌کرد، و همچنان از مطالبات آزادی‌خواهانه از حکومت برای احقاق اصلاحات اجتماعی و حقوق بشری نیز حمایت می‌کرد.

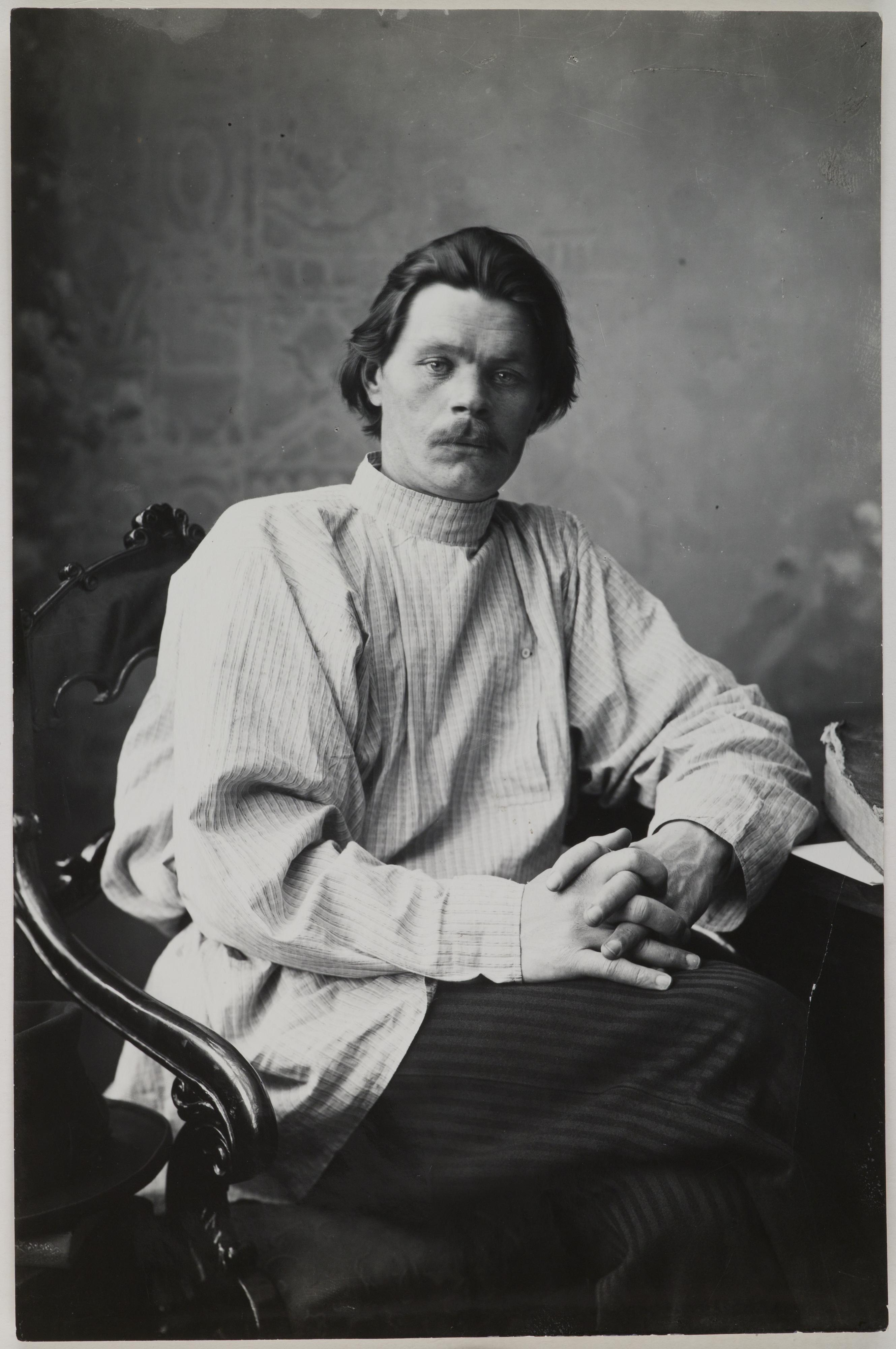
۱۹۰۰

تیراندازی بیرحمانه در ۹ ژانویهٔ ۱۹۰۵ به رژهٔ کارگران که به منظور درخواست از تزار برای اعمال اصلاحات برپا شده بود (معروف به یکشنبهٔ خونین) و به موتور محرکهٔ انقلاب ۱۹۰۵ تبدیل شد، گورکی را نیز بیشتر به سمت حمایت از راه‌حل‌های بنیادی سوق داد.
در این زمان او ارتباط نزدیکی با ولادیمیر لنین و الکساندر بوگدانف از شاخهٔ بلشویکی حزب داشت. بوگدانف مسئول انتقال پول از گورکی به وپرد (زیرشاخه‌ای از حزب سوسیال دموکرات کارگری روسیه) بود.
مشخص نیست که آیا او هرگز رسماً به حزب پیوست یا خیر! روابط او با لنین و بلشویک‌ها نیز همیشه رابطه‌ای پرتلاطم بود. مؤثرترین آثار او در این سال‌ها عبارت بود از مجموعه‌ای از نمایشنامه‌های سیاسی که معروف‌ترین آن‌ها در اعماق به سال ۱۹۰۲ نوشته شد.
در طول بازداشت کوتاه مدتش در دژ پل و پتر در دوران انقلابِ ناتمام سال ۱۹۰۵، گورکی نمایشنامهٔ کودکان خورشید را نوشت که ظاهراً در دوران شیوع وبا در ۱۸۶۲ می‌گذشت ولی از نظر عامه ارتباط نمایشنامه با حوادث روز پوشیده نماند. به دنبال یک کمپین سراسری در اروپا که ماری کوری، اگوست رودن و آناتول فرانس نیز در آن مشارکت داشتند گورکی از زندان آزاد شد.
در ۱۹۰۶ بلشویک‌ها برای جمع‌آوری کمک مالی، او را به همراه ایوان نارودی به ایالات متحده فرستادند. گورکی پس از بازدید از کوه‌های آدیرونداک کتاب مادر را نوشت. داستانی ارزشمند پیرامون تحولات و کشمکش‌های درون انقلاب. تجربهٔ سفر او به آمریکا که با شایعاتی پیرامون بردن معشوقه‌اش (ماریا آندریوا) به جای همسرش همراه بود، منجر به افزایش حس تحقیر او نسبت به روح بورژوازی شد اما همچنین تحسین او نسبت به جسارت و سرزندگی روح آمریکایی برانگیخت.

### سال‌های کاپری
از ۱۹۰۶ تا ۱۹۱۳ گورکی هم به دلیل ملاحظاتی در خصوص سلامتی او و هم به دلیل فضای متشنج و سرکوب شدید در روسیه در جزیرهٔ کاپری اقامت گزید.
او به حمایتش از سوسیال‌دموکرات‌ها و به‌خصوص بلشویک‌ها ادامه داد و از آناتولی لوناچارسکی دعوت کرد که به وی در کاپری ملحق شود. آن دو باهم بر روی لتراتور راسپا کار کردند که در سال ۱۹۰۸ منتشر شد. در همین دوران گورکی به همراه لوناچارسکی، بوگدانف و ولادیمیر بازارو ایدهٔ دایرةالمعارف تاریخ روسی به عنوان ویرایشی سوسیالیستی از دایرةالمعارف دیدرو مطرح کردند.

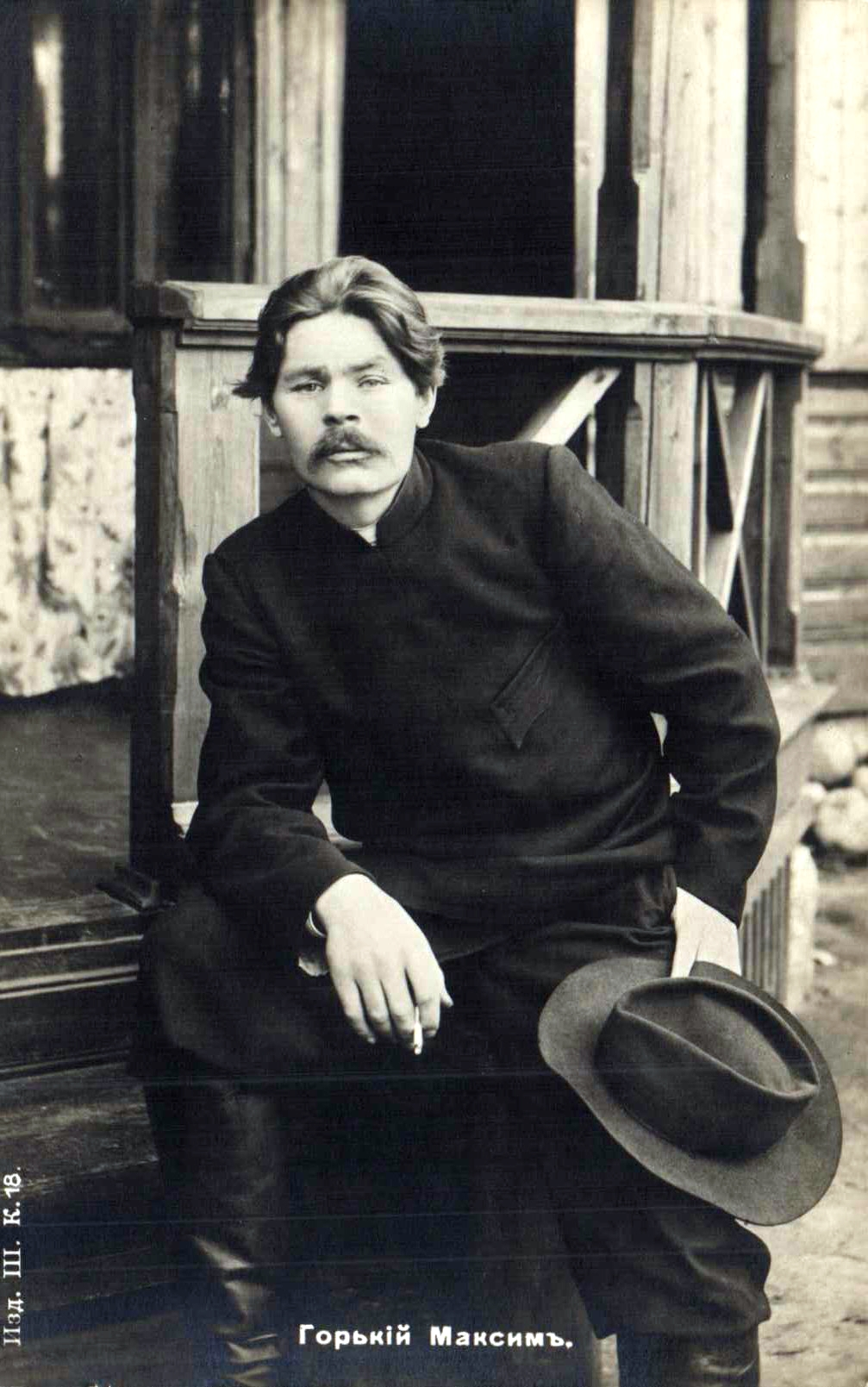
۱۹۰۵

طی بازدیدی از سوئیس، گورکی با لنین ملاقات نمود کسی که بیشتر اوقاتش را صرف جدل و مباحث خصمانه با سایر انقلابیون می‌کرد. گورکی نوشت: او وحشتناک به نظر می‌رسد. حتی زبانش تقریباً خاکستری شده.
علیرغم بی‌اعتقادی‌اش به خدا، گورکی ماتریالیست نبود. او به همراه تنی چند از بلشویک‌های مستقل، فلسفه‌ای چالش‌برانگیز پرداخته بودند که گورکی آن را «خداسازی» می‌نامید. فلسفه‌ای که به دنبال بازیافت قدرت اسطوره در دل انقلاب و خلق مذهبی بری از خدا بود که انسانیت جمعی را جایگزین خدا می‌کرد و زندگی بشر را سرشار از اشتیاق، شگفتی و سلامت اخلاقی می‌کرد و نوید رهایی از رنج، اهریمن و حتی مرگ می‌داد. گرچه «خداسازی» از نظر لنین خنده‌دار بود  ولی گورکی ایمان راسخ داشت که نقش «فرهنگ» – در بیداری روحی و اخلاقی و آگاهی انسان از ارزش و جایگاه خودش- برای موفقیت انقلاب مهم‌تر از سازوکارهای سیاسی و اقتصادی است.

### بازگشت از تبعید
به مناسبت بزرگداشت سیصدمین سال حکومت خاندان رومانف عفوی شامل حال گورکی شد که به او اجازه داد در ۱۹۱۳ به روسیه بازگردد، جایی که او انتقادهای اجتماعی خود را پی گرفت، به آموزش نویسندگان دیگری که از میان قشر عادی جامعه برخاسته بودند پرداخت و مبادرت به نوشتن یک مجموعه از خاطرات فرهنگی کرد که نخستین بخش از اتوبیوگرافی وی را تشکیل می‌دهد. در بازگشت به روسیه او نخستین برداشتش را چنین توصیف کرد «تصویر خدا در اذهان عامهٔ مردم مخدوش شده‌است». تنها راهکار نجات به زعم او همچنان «فرهنگ» بود.
پس از انقلاب فوریه، گورکی به همراه نیکلای ساخانُف و ولادیمیر زنیسیوف از دفتر مرکزی اُروخانا (دایرهٔ محافظت از نظم و امنیت عمومی) دیدار کرد. گورکی دفتر مرکزی سابق را چنین توصیف کرد، متروکه با پنجره‌های شکسته و کاغذهای پخش زمین، این منظره برای او منبع الهام ادبی بود.
او همان شب هنگام صرف شام با ساخانُف با چهره‌ای گرفته پیش‌بینی کرد که انقلاب به " وحشی‌گری آسیایی " ختم خواهد شد. گورکی به عنوان یکی از مدافعان انقلابی سوسیالیست معروف الکساندر کرنسکی، پس از واقعهٔ کورنیلف از بلشویک‌ها رویگردان شد. در ژوئیهٔ ۱۹۱۷ گورکی نوشت تجربهٔ شخصی او از طبقهٔ زحمتکش بر هر " تصوری مبنی بر این‌که زحمتکشان روسیه تجسم مهربانی و زیبایی معنویی هستند "خط بطلان می‌کشد. گورکی گرچه احساسات برخاسته از روحیهٔ بلشویستی را قبول داشت اما در عین حال نسبت به این باور که همهٔ طبقهٔ کارگر "مهربان و منصف هستند " ایراداتی وارد می‌دانست. به زعم گورکی " من هرگز مردمی که این‌چنین باشند به شخصه ملاقات نکرده‌ام" گورکی نوشت که او از طبقهٔ فقیر " نجاران، آجرچینان، کارگران بارانداز " شناختی داشت که لنین روشنفکر نداشت و حقیقتاً گورکی به آنان اعتماد نداشت.
در طول جنگ جهانی اول، آپارتمان وی در پتروگراد محل استقرار بلشویک‌ها بود و در طول انقلاب ۱۹۱۷ قرابت سیاسی‌اش با بلشویک‌ها را حفظ کرد. روز بعد از کودتای ۷ نوامبر ۱۹۱۷ بلشویک‌ها، گورکی در پارک الکساندر باغبانی را در حال کار مشاهده کرد. او در تمام طول انقلاب فوریه برف‌ها را پارو می‌کرده در حالی که تظاهر به ندیدن گلوله‌هایی می‌کرد که روی زمین بودند و در طول ژوئیه از مردم می‌خواست چمن‌ها را لگد نکنند. گورکی با مشاهدهٔ او نوشت او مانند «موش کور سرسخت و همانند او کور بود».
ارتباط گورکی با بلشویک‌ها پس از انقلاب اکتبر رو به سردی گذاشت. یکی از کسانی که او را می‌شناخت به یاد می‌آورد که چگونه چهرهٔ گورکی با شنیدن نام لنین " تیره، سیاه و عبوس " می‌شد. گورکی نوشت لنین به همره تروتسکی " با سم کثیف قدرت مسموم شده‌اند" و حقوق افراد را قربانی رؤیاهای انقلاب می‌کنند. گورکی نوشت لنین شیادی است که از شرف و زندگی پرولتاریا دریغ نمی‌کند. او تودهٔ مردم را نمی‌شناسد و هرگز با آن‌ها زندگی نکرده‌است.
گورکی لنین را با شیمی‌دانی مقایسه کرد که در آزمایشگاه مشغول آزمایش است با این تفاوت که شیمی‌دان روی مادهٔ بی‌جان برای بهتر کردن زندگی آزمایش می‌کند ولی سوژهٔ آزمایش لنین روی «جان زندهٔ مردم روسیه» است. ضربهٔ دیگر به رابطهٔ گورکی و بلشویک‌ها زمانی وارد شد که روزنامهٔ او (زندگی جدید) در دوران جنگ داخلی مورد سانسور بلشویک‌ها قرار گرفت، گورکی در این دوران در سال ۱۹۱۸ رشته مقالات انتقادی منتشر کرد با نام افکار نابه‌هنگام. (این مجموعه مقالات تا پس از فروپاشی اتحاد جماهیر شوروی اجازهٔ انتشار مجدد نیافتند).
این مقالات لنین را به خاطر بازداشت‌های کور و سرکوب گفتمان آزاد و شیوه‌های توطئه‌آمیزش خودکامه و آنارشیست می‌خواند. گورکی لنین را با تزار و نشایف مقایسه می‌کرد.
گورکی نوشت " لنین و همراهانش ارتکاب هر نوع جنایتی را مجاز می‌دانند … نابودی آزادی بیان و بازداشت‌های کور …" همچنین لنین را " یک شیاد خونسرد که از شرف و زندگی پرولتاریا نمی‌گذرد " توصیف کرد.
در ۱۹۱۲ او یک منشی به نام مورابادبرگ استخدام کرد، کسی که بعدها همسر غیررسمی او شد. در اوت ۱۹۲۱ دوست و همکار نویسنده‌اش، نیکلای گامیلُف، به خاطر تفکرات سلطنت‌طلبانه‌اش توسط چکای پتروگراد دستگیر شد. گورکی با عجله به مسکو شتافت و دستوری مستقیم از شخص لنین برای آزادی گامیلُف گرفت ولی پس از بازگشت به پتروگراد دریافت که گامیلُف اعدام شده‌است. در اکتبر گورکی به خاطر مسائل مربوط به سلامتی‌اش به ایتالیا بازگشت. او به سل مبتلا بود.

### تبعید دوم
گورکی در حدفاصل ۱۹۲۱ تا ۱۹۲۸ عمدتاً در سورنتو، ایتالیا اقامت داشت. جایی که چندین رمان موفق به رشتهٔ تحریر درآورد.

### بازگشت به روسیه: سال‌های آخر
در سورنتو گورکی خودش را بی‌پول و گمنام یافت. او پس از ۱۹۲۹ چندین بار از اتحاد جماهیر شوروی دیدن کرد. در ۱۹۳۲ استالین از او دعوت کرد که برای همیشه به شوروی بازگردد، پیشنهادی که از سوی گورکی پذیرفته شد. بازگشت گورکی از ایتالیای فاشیستی پیروزی تبلیغاتی بزرگی برای اتحاد جماهیر شوروی بود. به او مدال لنین اعطا شد، در مسکو خانه‌ای (که سابقاً به ثروتمندی به نام پاول ریابوشینسکی تعلق داشت و اکنون موزهٔ گورکی است) به او اهدا شد و همچنین اقامتگاهی در حومهٔ شهر.
یکی از خیاباهای مرکزی مسکو و همچنین شهر زادگاهش و بزرگ‌ترین هواگرد ثابت‌بال جهان در اواسط دههٔ ۱۹۳۰ (توپولف آنت-۲۰) به افتخار وی ماکسیم گورکی نامگذاری شدند.
در اکتبر ۱۹۳۱ گورکی داستان افسانه‌ای " یک دختر و مرگ" را برای ژوزف استالین، کلیمن وروشیلوف و ویاچسلاو مولوتف، خواند، این دیدار توسط ویکتور گورُف نقاشی شده‌است. در آن روز استالین آخرین صفحهٔ داستان گورکی را امضا کرد و نوشت " این نمایش حتی از فاوست گوته قوی‌تر است (عشق، مرگ را شکست می‌دهد)".
در ۱۹۳۳ پس از جدایی از مورا بادبرگ گورکی کتاب کمتر شناخته‌شده‌ای را که دربارهٔ کانال دریای سفید به بالتیک تألیف شده بود ویرایش نمود. او ساخت این کانال را سمبل بازپروری پیروزمندانهٔ دشمنان سابق پرولتاریا دانست. گورکی به نوبهٔ خود از رئالیسم اجتناب می‌کرد، انکار او مبنی بر این‌که پروژهٔ بازسازی کانال منجر به مرگ حتی یک زندانی نشده‌است با استناد به شواهد متعدد دال بر مرگ هزاران زندانی که نه فقط در طول شب بلکه حتی در سرمای وسط روز به دلیل نبود غذا و سرپناه کافی یخ زدند زیر سؤال رفت.

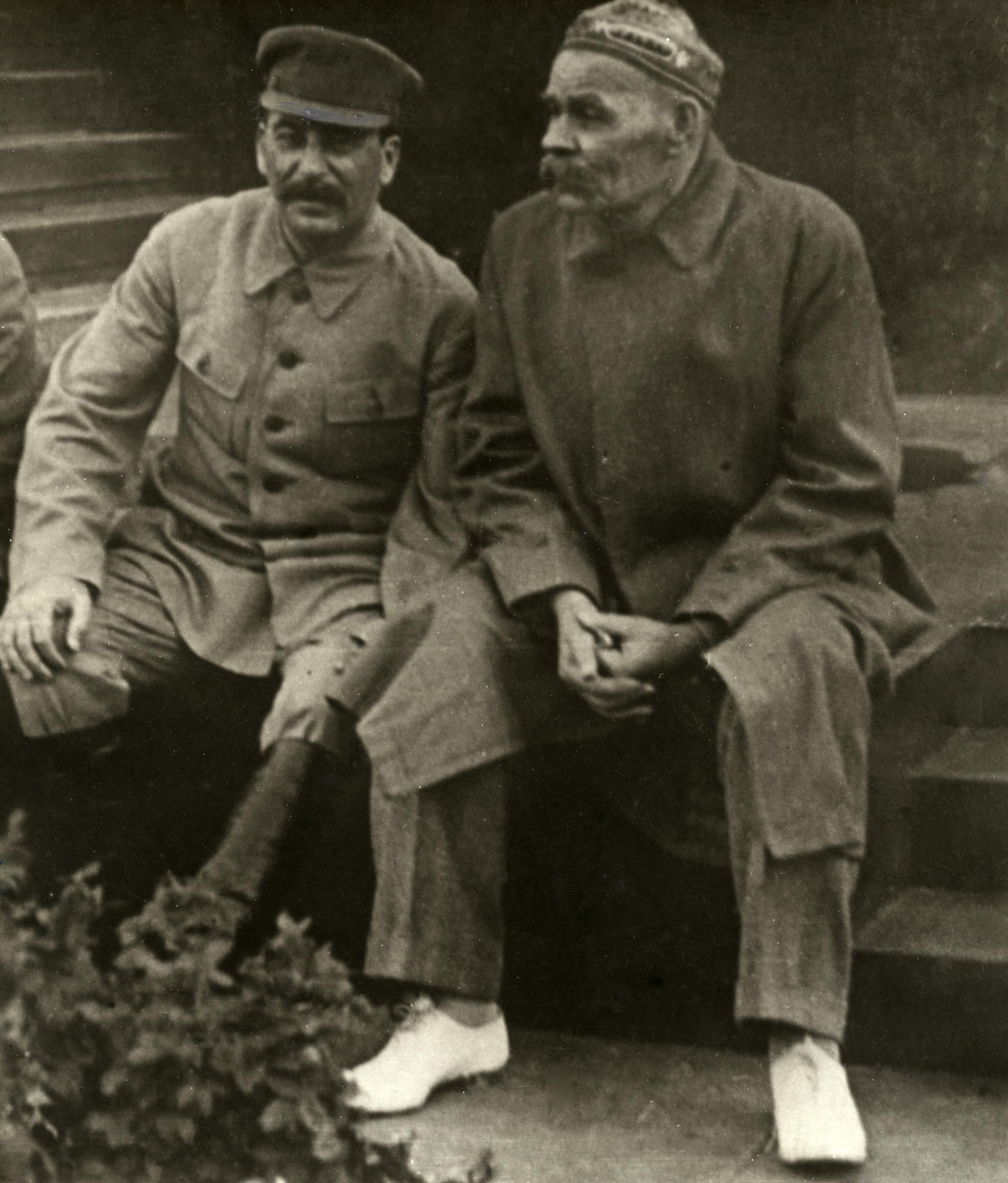
با ژوزف استالین ۱۹۳۲

با اوج گرفتن سرکوب‌های استالین و به ویژه پس از مرگ سرگی کیروف در دسامبر ۱۹۳۴ گورکی در خانه‌ای مجهول‌المکان در نزدیکی مسکو تحت بازداشت خانگی قرار گرفت. مرگ ناگهانی پسر گورکی ماکسیم پشکاو در مه ۱۹۳۴ و مرگ خود او اندکی بعد در ژوئن ۱۹۳۶ بر اثر سینه‌پهلو اتفاق افتاد.
تا مدت‌های مدیدی حدس و گمان‌های بسیار در خصوص علل مرگ او مطرح بود. استالین و مولوتوف از تشییع‌کنندگان تابوت گورکی بودند. در جریان دادگاه بخارین در ۱۹۳۸ (یک از ۳ دادگاه مسکو) یکی از اتهامات علیه یاگودا قتل گورکی توسط مأموران کمیساریای خلق در امور داخلی بود.
در دوران اتحاد جماهیر، زندگی و دیدگاه‌های گورکی در تصویری کلیشه‌ای و نمادین خلاصه شد. (گورکی نویسندهٔ بزرگ اتحاد جماهیر کسی که از تودهٔ مردم برخاست، رفیق وفادار بلشویک‌ها و بنیان‌گذار رئالیسم سوسیالیستی بود)

## اقتباس‌ها
سه‌گانهٔ گورکی مجموعهٔ سه قسمتی براساس سه کتاب اتوبیوگرافی گورکی: دوران کودکی، کارآموزی من و دانشگاه‌های من توسط مارک دانسکوی بین سال‌های ۱۹۳۸ و ۱۹۴۰ در اتحاد جماهیر شوروی ساخته شد. نمایشنامه‌نویس و کارگردان آلمانی برتولت برشت نمایش مادر را با همین نام در ۱۹۳۲ روی صحنه برد.
در ۱۹۱۲ آهنگساز ایتالیایی جیاکومو اورفیس اپرایی بر مبنای شخصیت رادا از ماکار چودرا تصنیف نمود. کتاب بازماندگان گورکی با عنوان پدرما توسط ویلیام استانسیل به انگلیسی ترجمه شد.
در ۱۹۸۵ نمایشنامهٔ دشمنان با همکاری تئاتر بین‌المللی و با حضور چهره‌هایی از ملیت‌های مختلف توسط آن پنینگتون به روی صحنه رفت. هنرپیشهٔ معروف آفریقای جنوبی آنخلیک روکاس و مادلنا ندوا بلغاری در نقش‌های تاتیانا و کلئوپاترا ایفای نقش کردند.

## نگارخانه

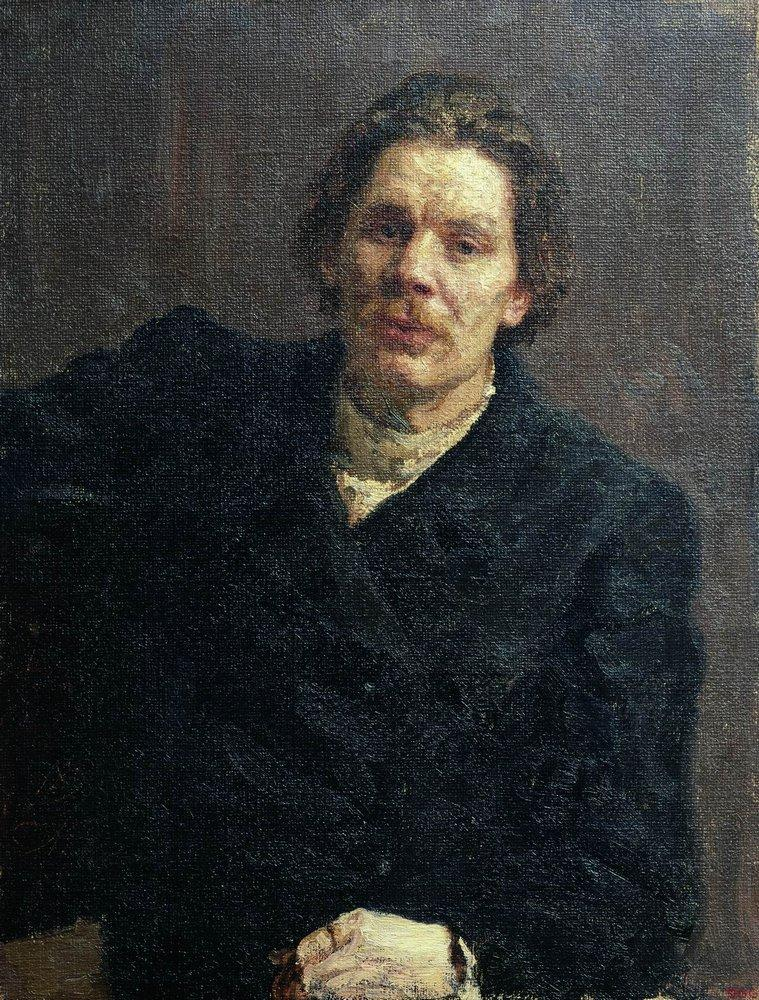
پرترهٔ گورکی توسط ایلیا رپین. روغن روی بوم، ۱۸۹۹
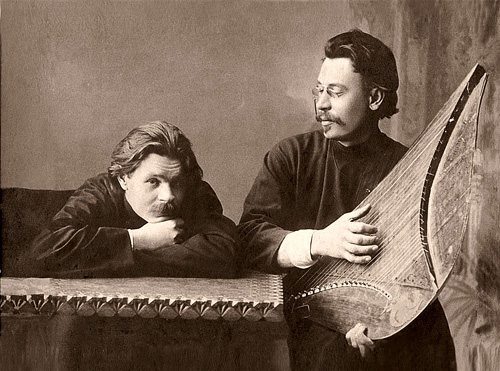
ماکسیم گورکی (چپ) و استپان اسکیتالتس در حال نواختن gusli, 1900
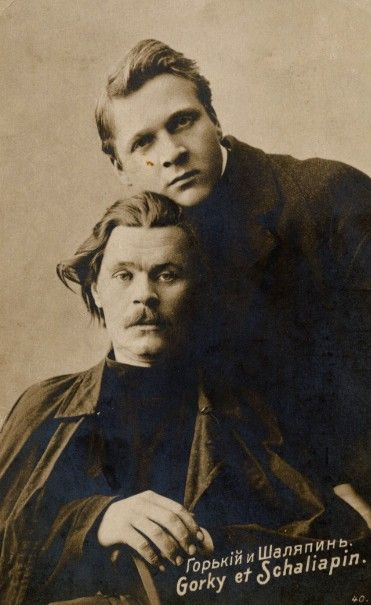
گورکی همراه فئودور شالیاپین
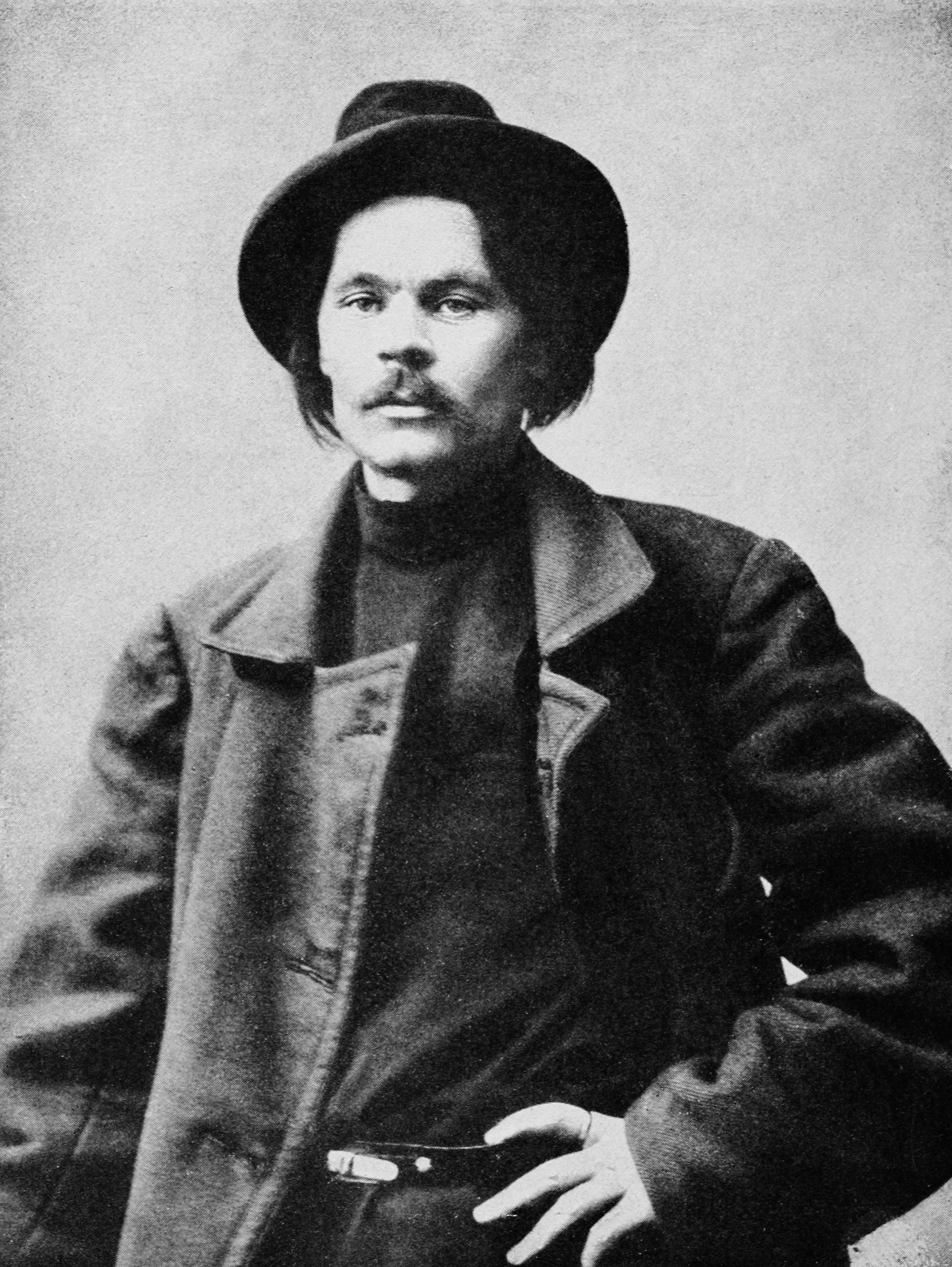
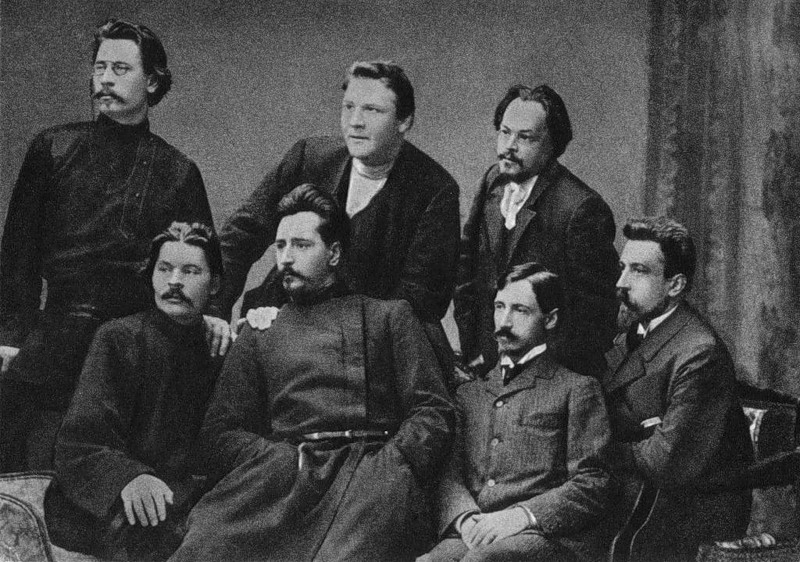
گورکی (پایین چپ) به‌همراه اعضای گروه ادبی مسکو Sreda; از بالا چپ: اسکیتالتس، شالیاپین، و چیریکوف; از پایین چپ: گورکی، آندریف، ایوان الکسیویچ بونین، و تلشوف. ۱۹۰۲
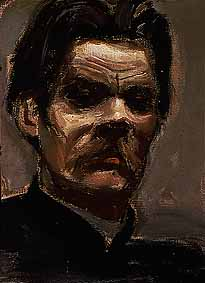
پرتره توسط آکسلی گالن-کاللا، هلسینکی، زمستان ۱۹۰۵–۱۹۰۶.
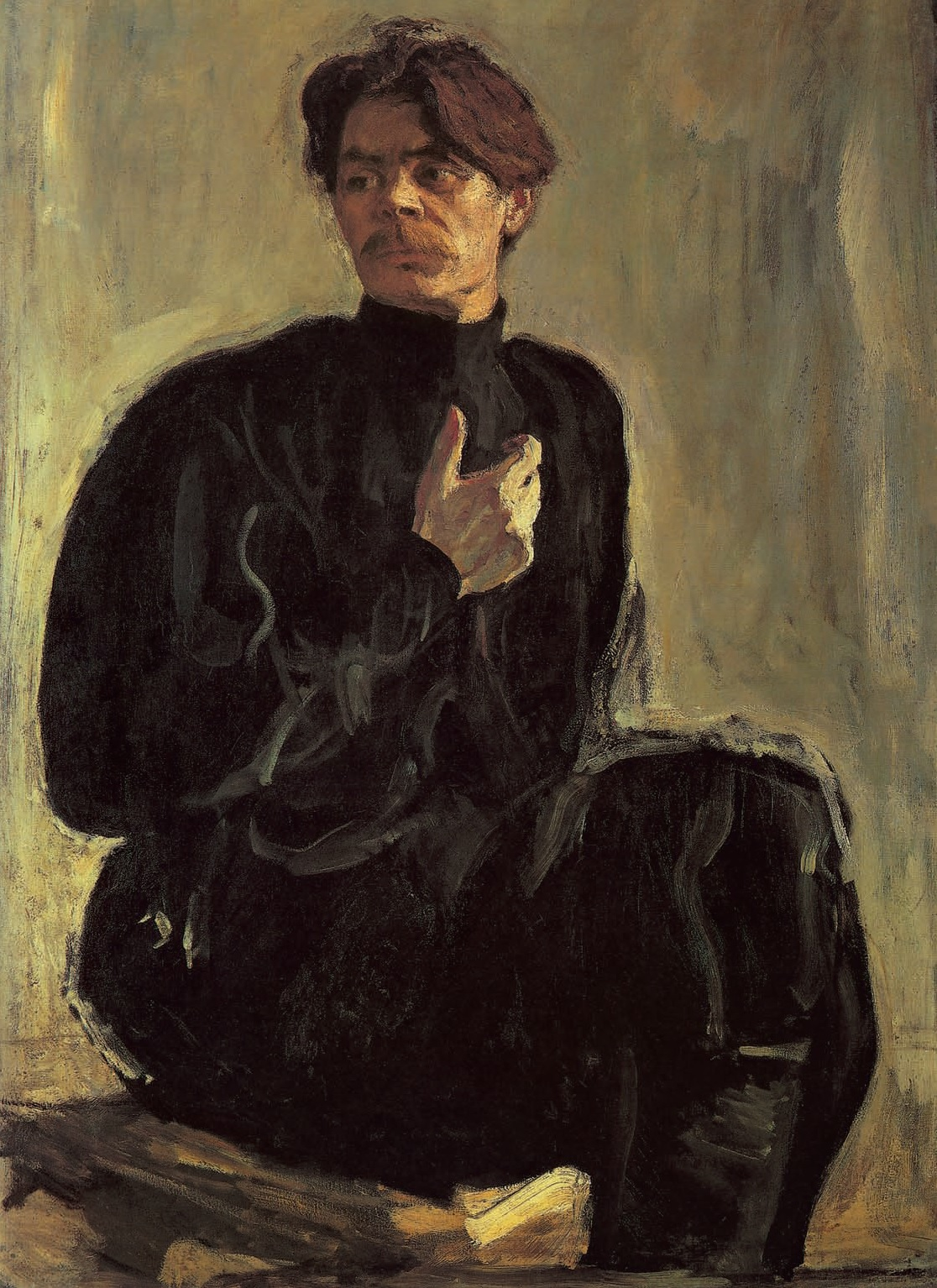
پرتره توسط والنتین سروف، ۱۹۰۵
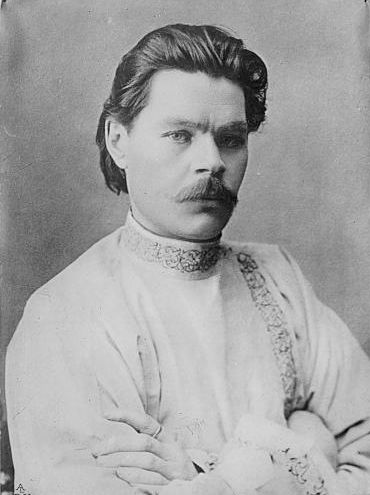
۷ فوریهٔ ۱۹۱۰
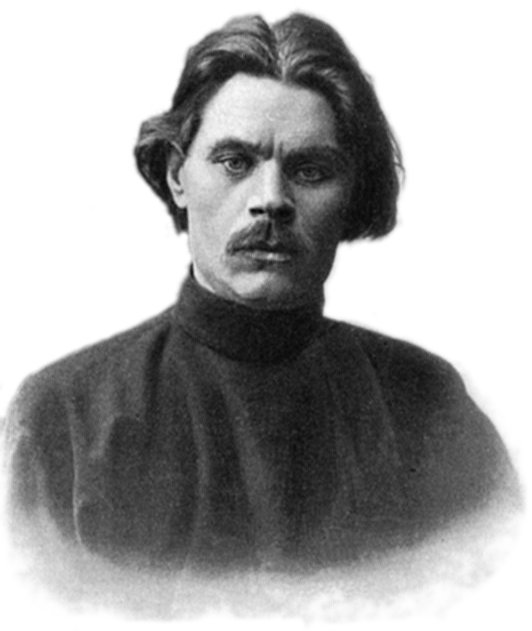
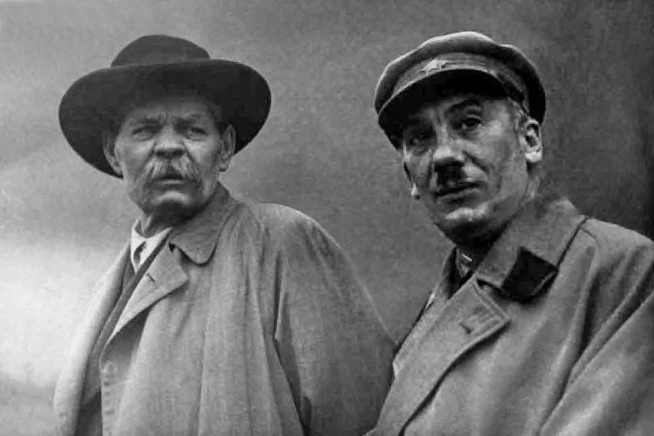
گنریخ یاگودا و گورکی (چپ)
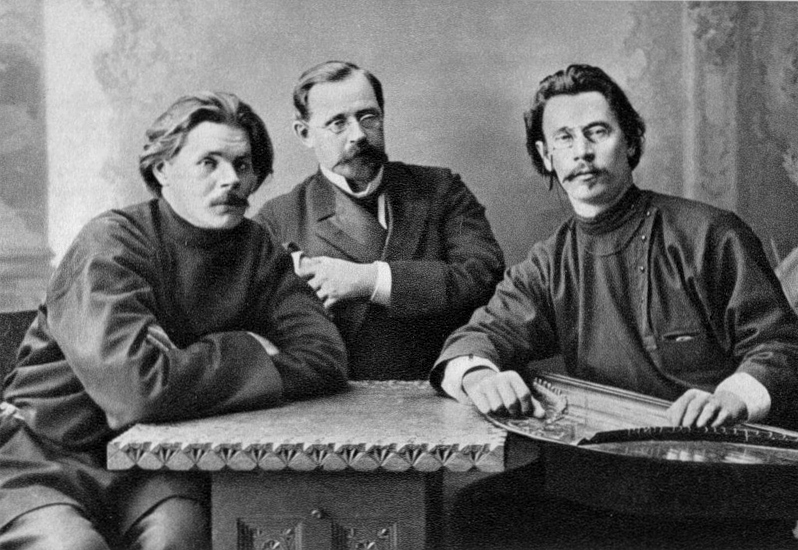
ماکسیم گورکی، کنستانتین پیاتنیتسکی و استپان اسکیتالتس، ۱۹۰۲
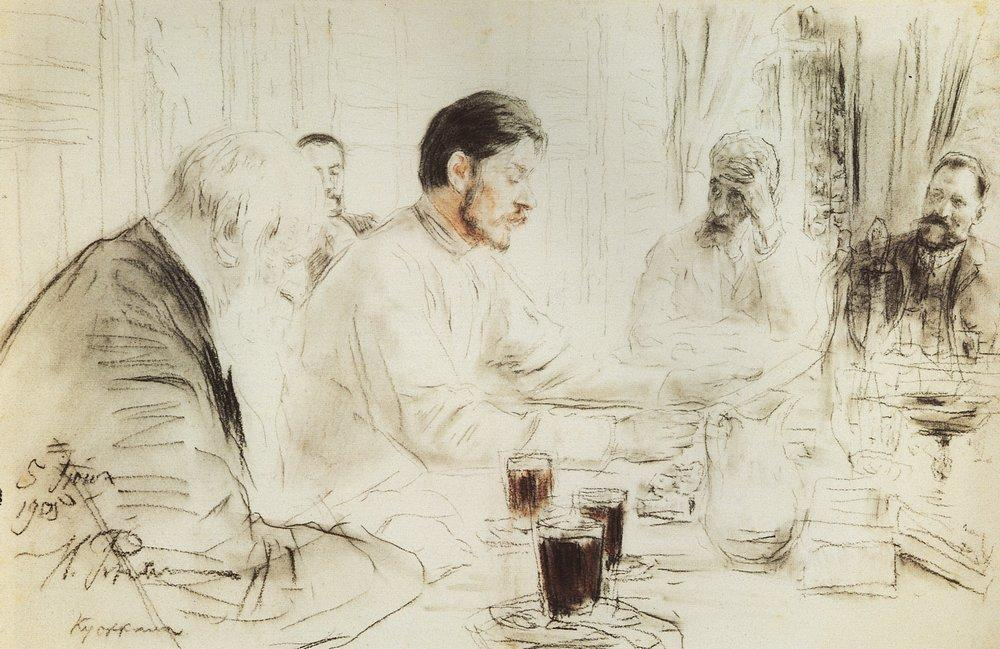
گورکی در the Penates توسط ایلیا رپین، ۱۹۰۵
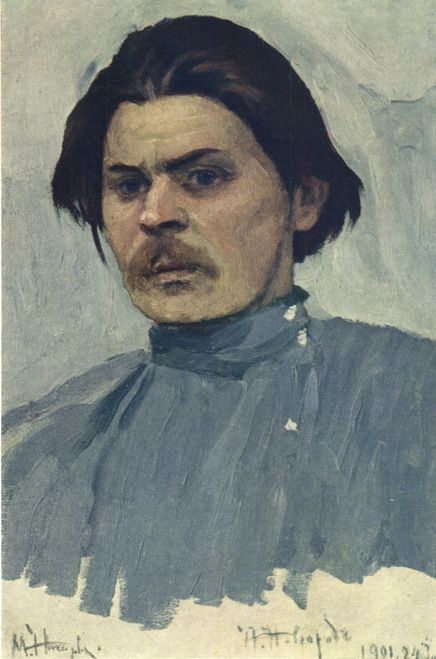
پرترهٔ گورکی اثر میخائیل نستروف، ۱۹۰۱
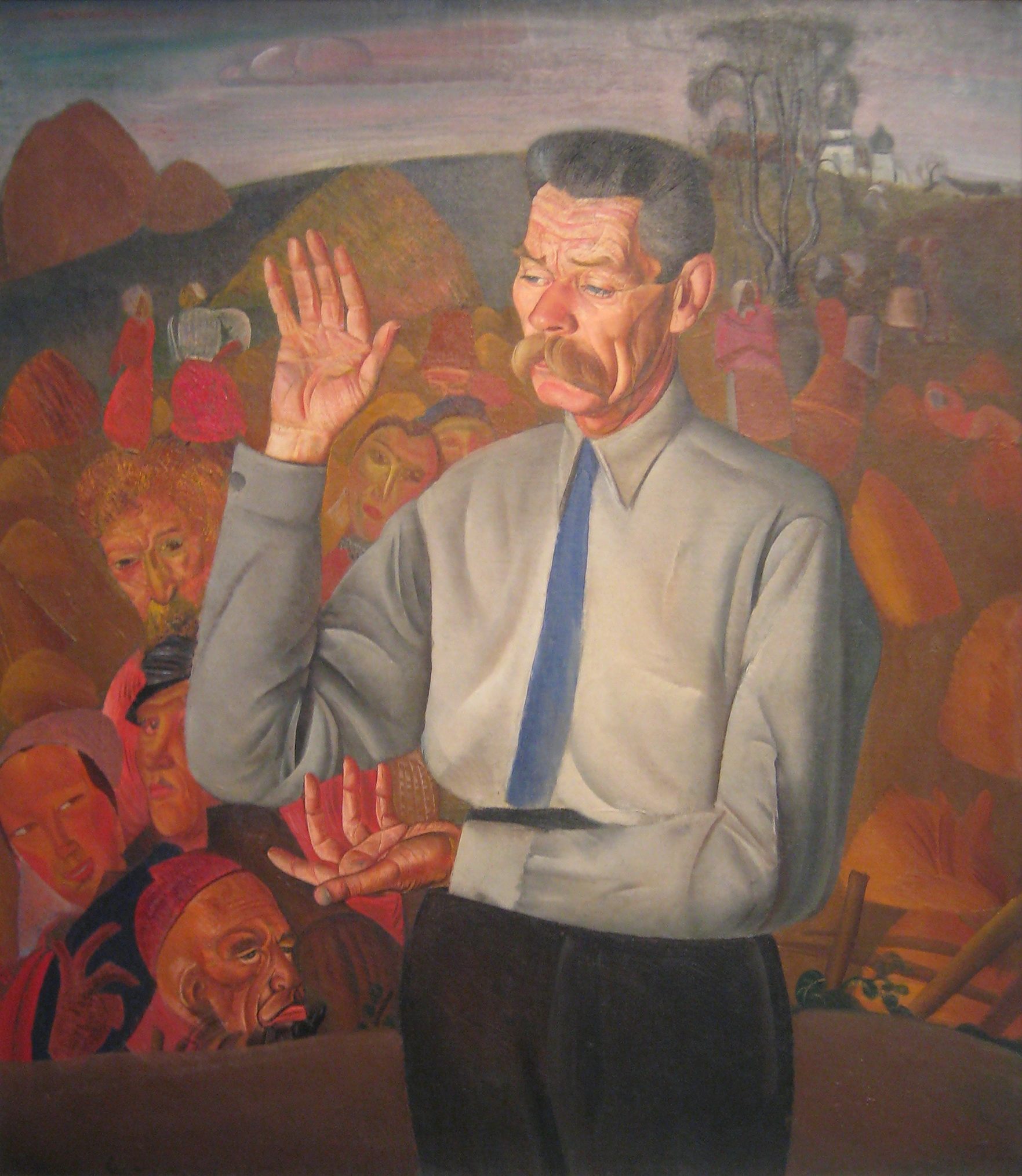
پرترهٔ گورکی اثر بوریس گریگوریف